# Музей Мельниковых
Госуда́рственный музе́й Константи́на и Ви́ктора Ме́льниковых — филиал Государственного музея архитектуры имени Алексея Щусева, открывшийся в 2014 году в доме архитектора Мельникова. Здание представляет собой памятник русского авангарда 1920-х годов, возведённый в цилиндрической форме по проекту архитектора Константина Мельникова.

## История

### Здание
Музей располагается в уникальном архитектурном памятнике — цилиндрическом доме архитектора Константина Мельникова, возведённом в 1927—1929 годах. Фасад здания полностью остеклён, а на круглых стенах размещаются шестиугольные окна.
Советские власти предполагали, что экспериментальная круглая форма здания может быть использована в будущем для строительства домов-коммун, поэтому дали разрешение Мельникову на возведение дома в центре города. Архитектор самостоятельно проспонсировал строительство дома, однако по причине того, что здание рассматривалось как опытно-показательное сооружение, Мельников был освобождён от земельной ренты.
Мельников завещал дом детям, в нём жил сын, однако половина, отведённая дочери, была продана и передана государству. Сын также передал свою половину государству при условии создания там музея Мельниковых. Государство поручило это Музею Щусева, который воспользовался правами на реставрацию. После юридических процессов со внучкой Мельниковых, проживавшей в здании, музей был открыт.

### Музей
В 2013 году Музей архитектуры имени Щусева совместно с журналом «Проект Россия» объявили конкурс по созданию концепции развития Музея Мельниковых. Первое место занял проект «Тапки для Музея Мельниковых» архитектурного бюро Citizenstudio под руководством Михаила Бейлина и Даниила Никишина. План развития предполагал максимальное сохранение аутентичной мемориальной обстановки, единственным нововведением являлись круглые тапочки для посетителей, которые должны были создать чувство уюта. Музей начал свою работу в тестовом режиме в 2014 году, экспонатами стали как мемориальные вещи, так и сам дом-мастерская площадью 300 м². Для формирования экспозиции, посвящённой Константину и Виктору Мельниковым, из фонда Музея Щусева было передано около 500 единиц хранения: макеты, архитектурная графика, фотография, кинофильмы, архивные материалы, а также часть старой конструкции дома, сохранившейся в ходе реконструкции 1990-х годов. Также фотограф и исследователь русской архитектуры Уильям Брумфилд передал в фонд музея более 400 фотографий и диапозитивов, на которых было запечатлено здание.
В 2015 году во дворе дома была проведена выставка «Открытый Мельников» с чертежами и фотографиями из архива архитектора, а также инсталляции конкурсных проектов, среди которых Дом культуры имени Русакова и непостроенное здание Наркомтяжпрома.
В 2017 году Музей Мельниковых выиграл грант Фонда Гетти на углублённое обследование дома и на разработку программы по его сохранению и реставрации. Работы по анализу планируются завершить к концу 2018-го, в то время как масштабная реставрация начнётся в 2019 году и продлится несколько лет.
Ограждение, как и все, что мы делаем, прошло все согласования в Департаменте культурного наследия. Любое действие в доме Мельникова, как вы понимаете, рассматривается под микроскопом как доброжелателями музея, так и недоброжелателями. Но не в этом дело, мы осознаем ценность дома и сто раз отмеряем, прежде чем что-то там сделать. Почему вокруг дома появился овальной формы газон? Потому что он всегда был при Мельникове. Каждое наше действие основывается на документах, фотографиях, на реконструкции, которая была сделана еще в 1990-е гг. Или положение ковра в гостиной. Ковер Мельников привез из Парижа в 1925 г., а в 1929-м он положил его асимметрично к окну, и теперь он лежит под тем же углом.Директор Павел Кузнецов
Также музей планирует открытие новой постоянной экспозиции в одном из хозяйственных помещений усадьбы Талызиных на Воздвиженке, которая будет посвящена биографии Константина Мельникова. Дизайн новых выставочных помещений был также разработан бюро Citizenstudio, в то время как куратором станет вторая внучка архитектора Елена Мельникова.

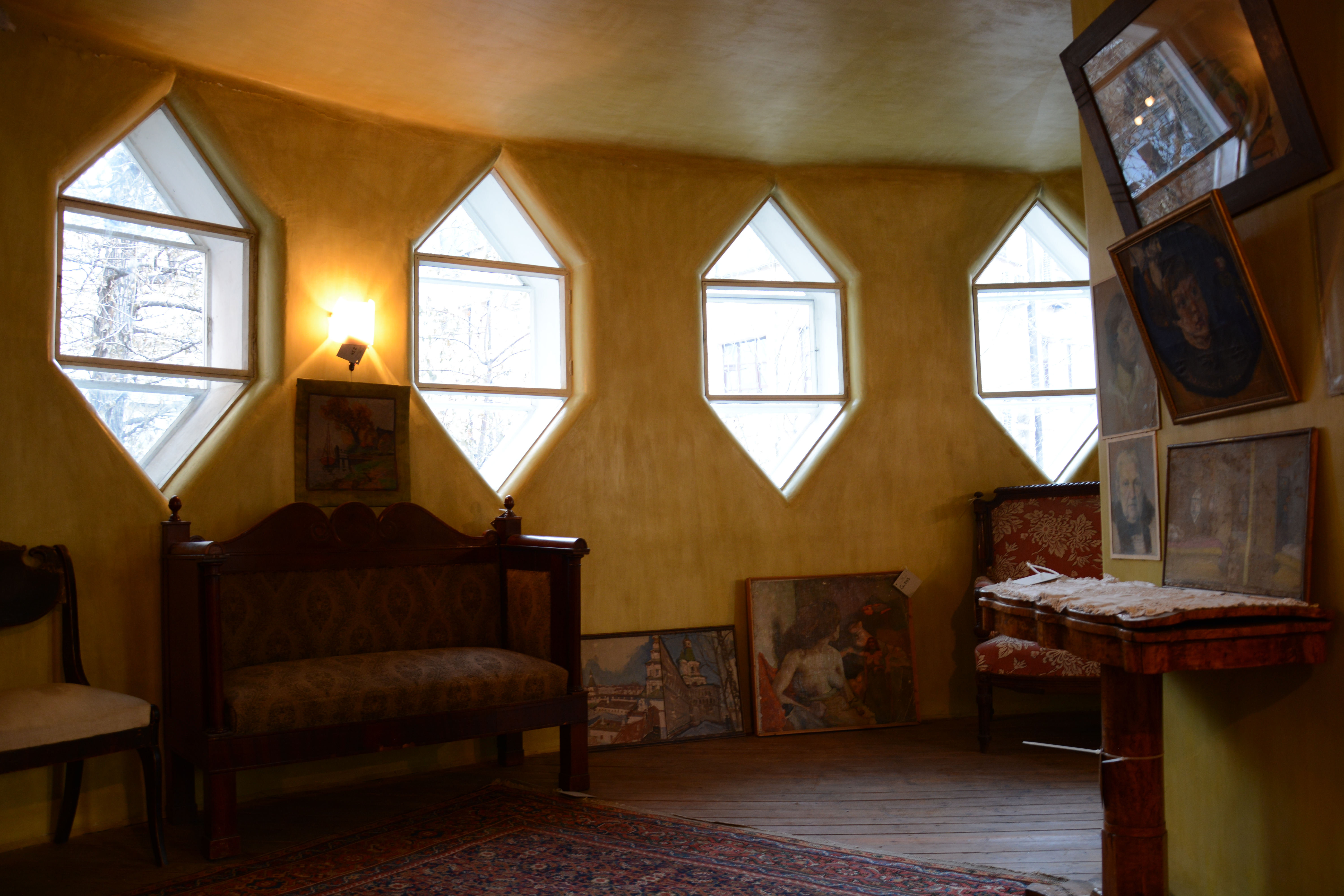
Интерьеры
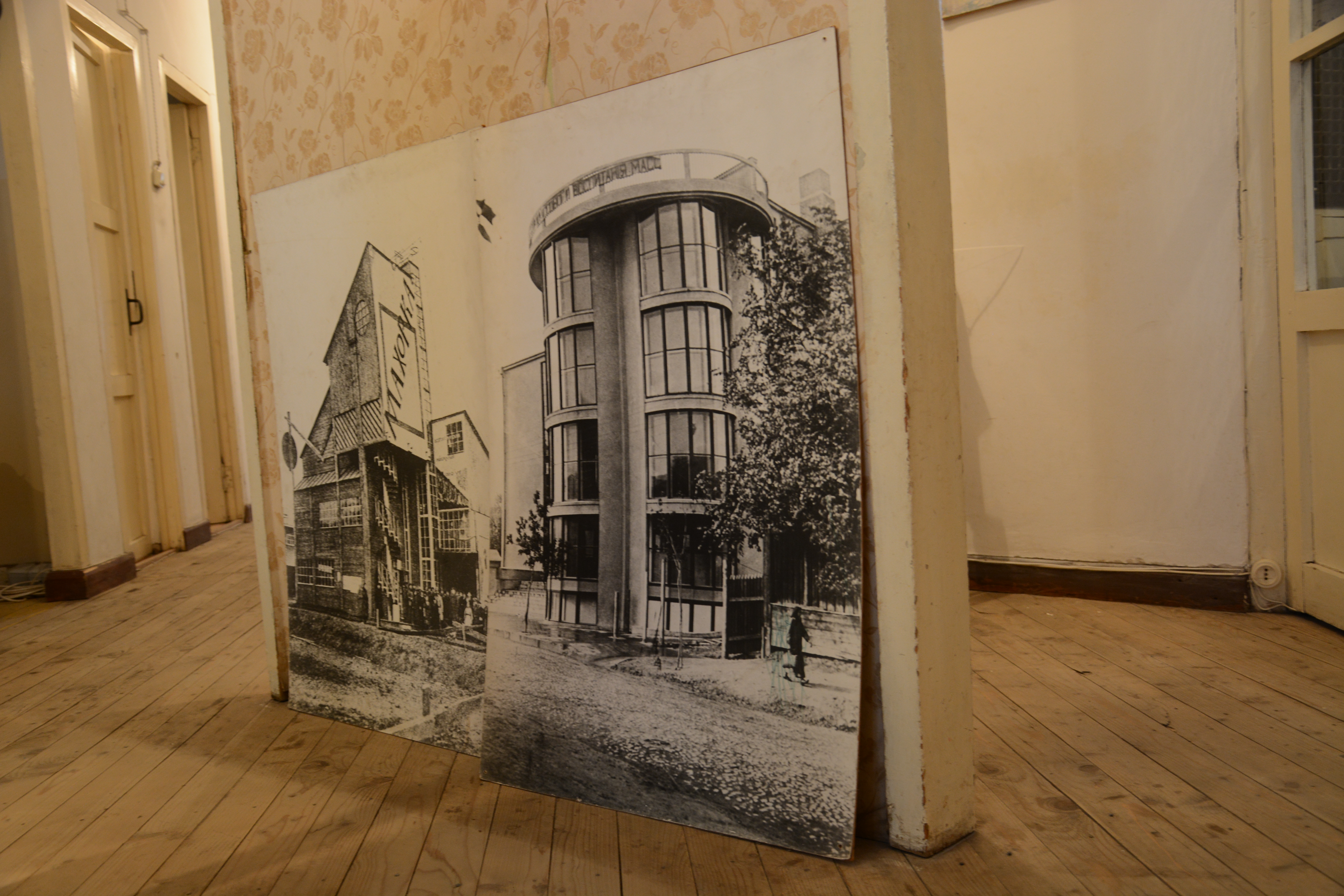
Работы Мельникова
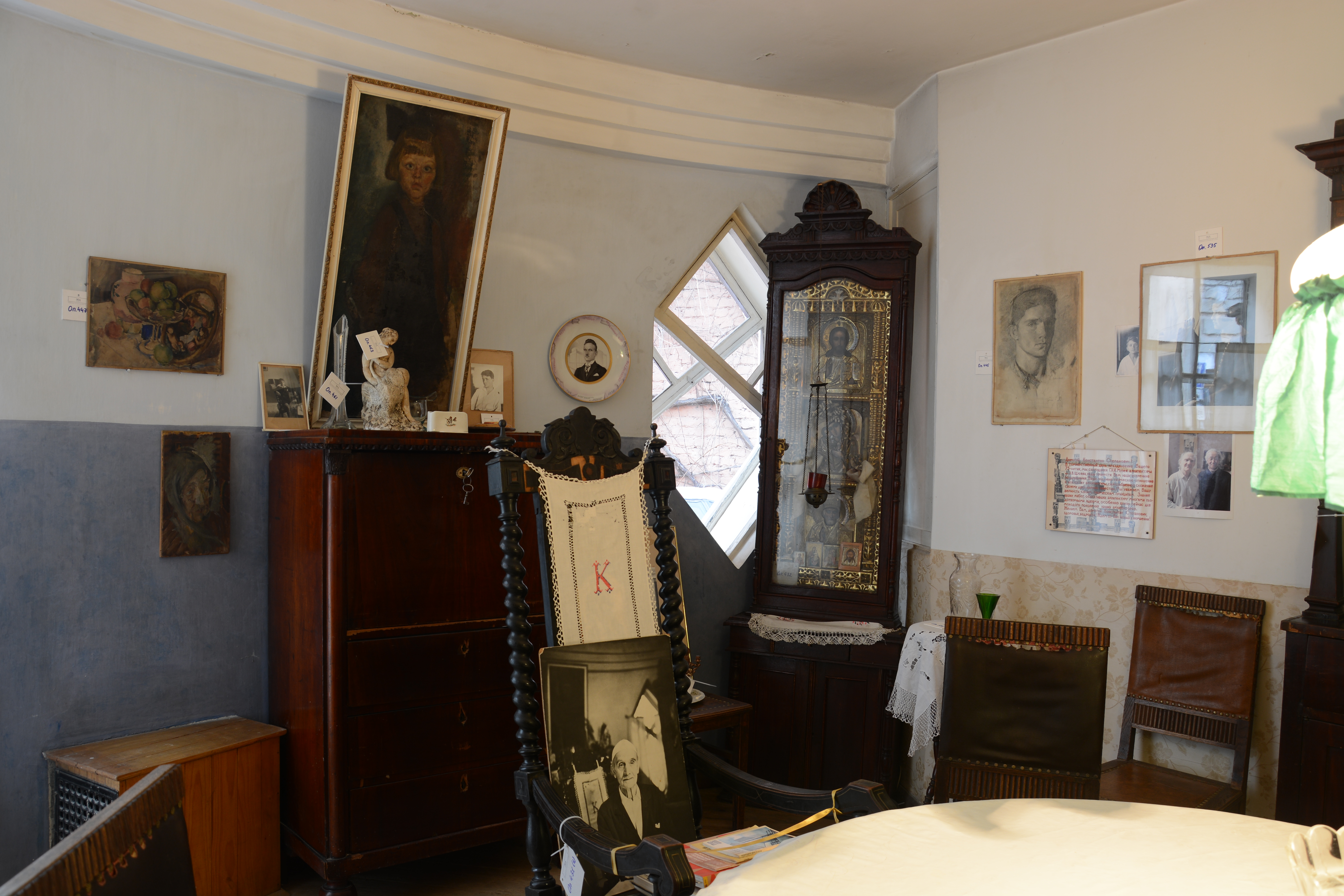
Обстановка
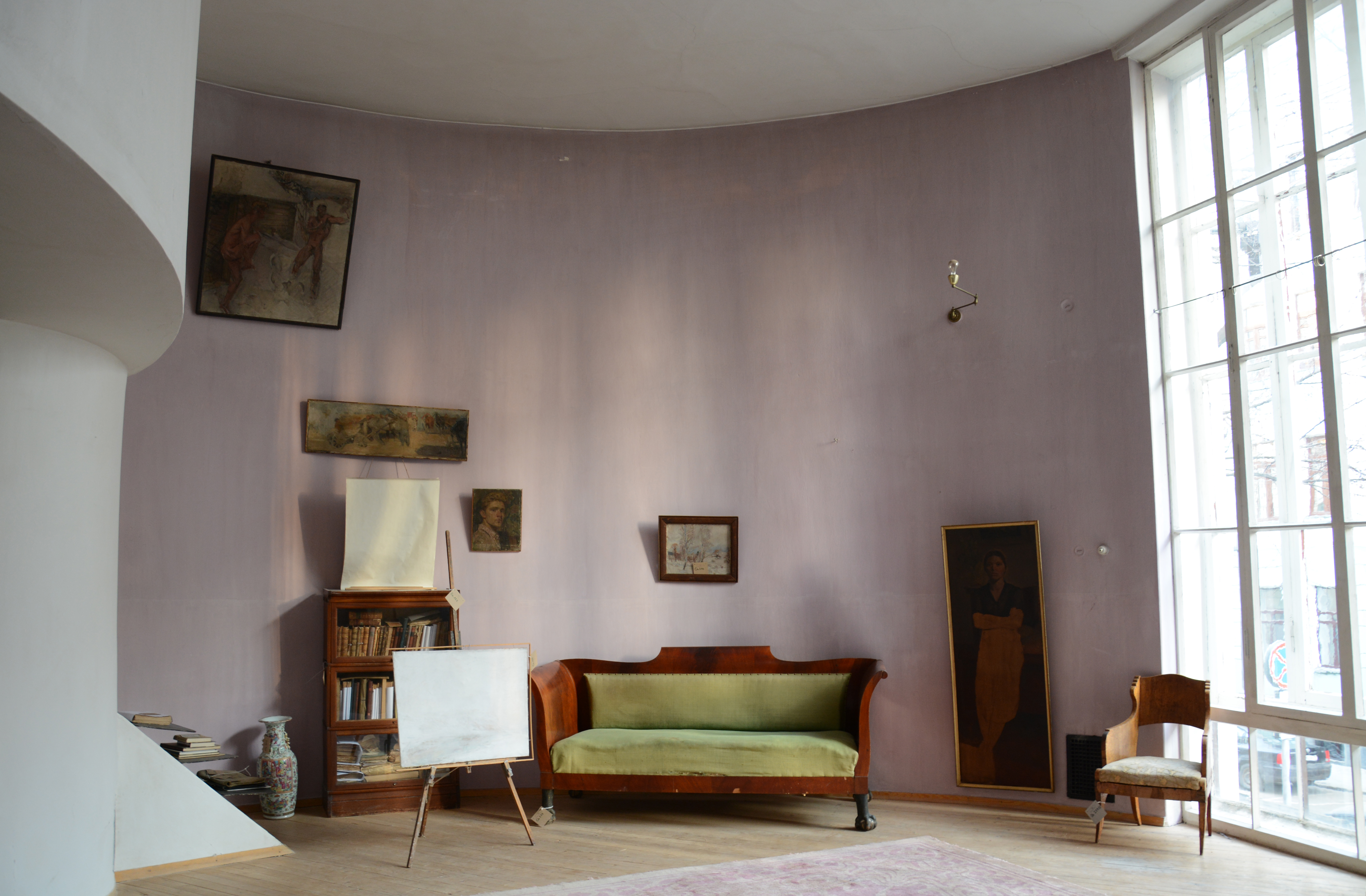
Интерьеры
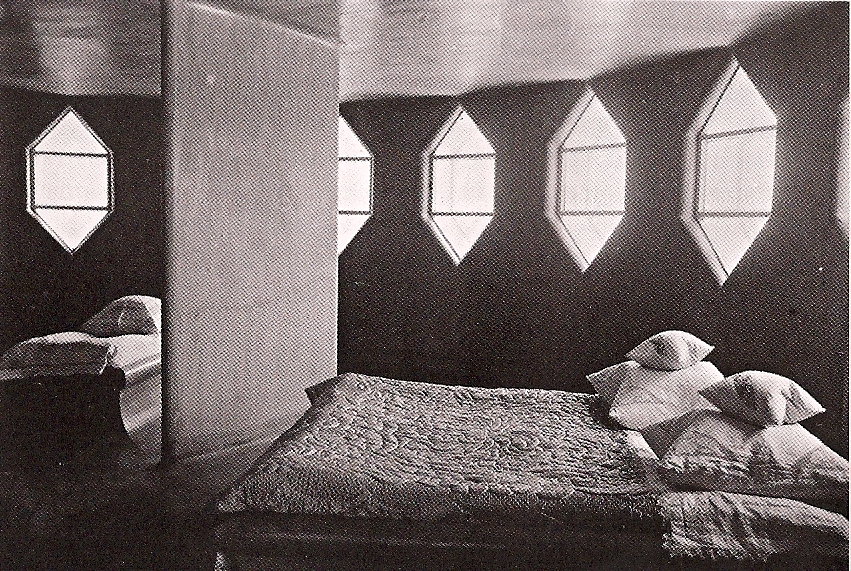
Спальня в 1920-х годах
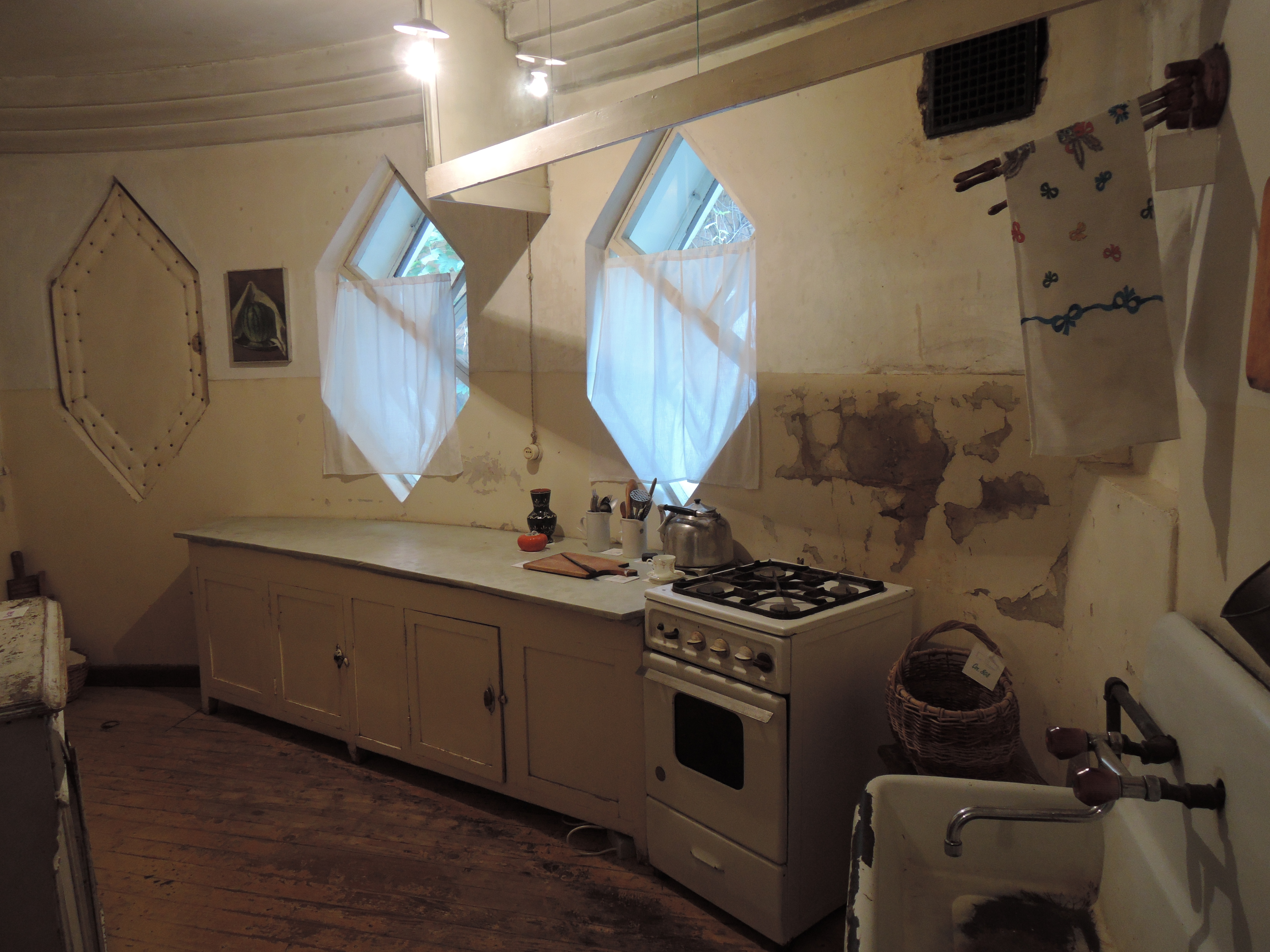
Экспозиция
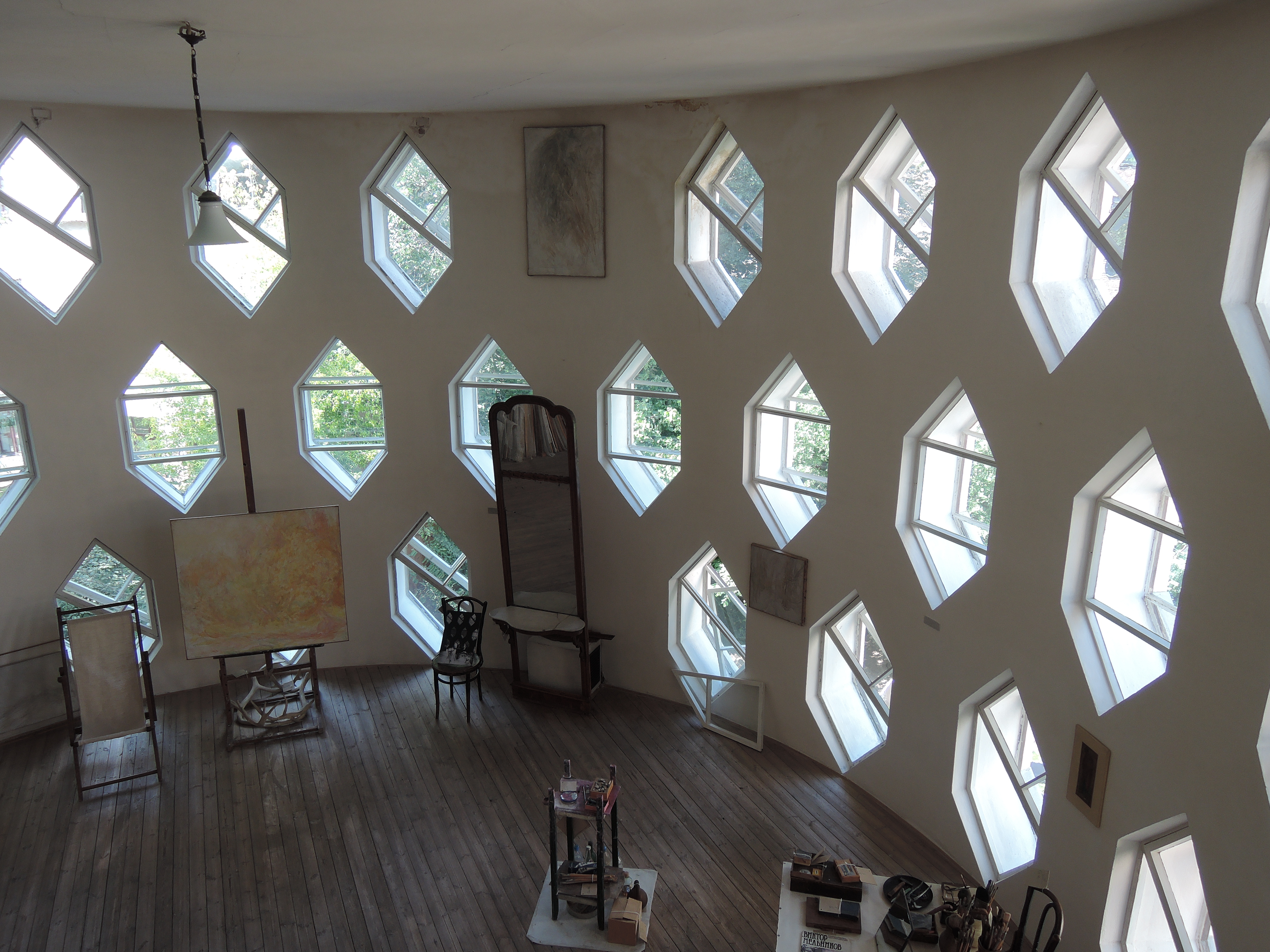
Интерьеры